# Ma Chongchong
Ma Chongchong (马冲冲S, Mǎ ChōngchōngP; Luoyang, 17 gennaio 1991) è un calciatore cinese, difensore del Jiangxi Liansheng.